# الناحية المركزية (مقاطعة داراب)
لناحية المركزية لمقاطعة داراب (بالفارسية: بخش مرکزی شهرستان داراب) هي ناحية في مقاطعة داراب التابعة لمحافظة فارس في إيران. في تعداد عام 2006، كان عدد سكانها 137,677 نسمة في 32,165 عائلة. فيها مدينتان: داراب وجنت شهر. وثمانية أقسام ريفية هي: قسم بختاجرد الريفي وقسم بالش الريفي وقسم فسارود الريفي وقسم هيشوار الريفي وقسم نصروان الريفي وقسم باسخن الريفي وقسم قلعة بيابان الريفي وقسم قرية الخير الريفي.